# 反對黨領袖
在西敏制下，議會內的最大在野黨通常被稱為官方反對黨，其黨魁會稱為反對黨領袖（英語：Leader of the Opposition）。反對黨領袖不但要領導其影子內閣以督促、監察或批評政府政策，他們亦會於被視為替代政府首腦（通常為首相、總理或首席部長）的第一人選。目前，多國都存在這一職位。
在多個英聯邦王國內，反對黨領袖的全名為「英皇陛下最忠誠的反對黨領袖」。

## 列表
- 阿爾巴尼亞反對黨領袖（英语：Leader of the Opposition (Albania)）：1920年設立，共產主義時代廢除，1990年重新設立
- 澳大利亚反对党领袖：1901年設立。各州亦設有類似職位
- 孟加拉國反對黨領袖（英语：Leader of the Opposition (Bangladesh)）：1979年設立
- 貝里斯反對黨領袖（英语：Leader of the Opposition (Belize)）
- 百慕達反對黨領袖（英语：Leader of the Opposition (Bermuda)）
- 保加利亞反對黨領袖
- 緬甸反對黨領袖（英语：Opposition (Myanmar)）
- 柬埔寨反對派領袖（英语：Minority Leader (Cambodia)）：2014年設立，2017年廢除
- 加拿大官方反對黨領袖：1873年設立。各州亦設有類似職位。
- 克羅埃西亞反對黨領袖（英语：Opposition (Croatia)）
- 丹麥反對黨領袖
- 多米尼克反對黨領袖（英语：Leader of the Opposition (Dominica)）
- 斐濟反對黨領袖（英语：Leader of the Opposition (Fiji)）：1970年設立
- 德國反對黨領袖（英语：Leader of the Opposition (Germany)）
- 希臘反對黨領袖（英语：Leader of the Opposition (Greece)）：1843年設立
- 匈牙利反對黨領袖（英语：Leader of the Opposition (Hungary)）
- 印度反對黨領袖（英语：Leader of the Opposition (India)）
- 愛爾蘭反對黨領袖：1922年設立
- 以色列反對黨領袖（英语：Leader of the Opposition (Israel)）
- 日本反對黨領袖（英语：Leader of the Opposition (Japan)）：1947年設立
- 马来西亚国会反对党领袖
- 馬爾他反對黨領袖（英语：Leader of the Opposition (Malta)）：1921年設立
- 模里西斯反對黨領袖（英语：Leader of the Opposition (Mauritius)）：1968年設立
- 紐西蘭反對黨領袖（英语：Leader of the Opposition (New Zealand)）：1889年設立
- 挪威反對黨領袖
- 巴基斯坦反對黨領袖（英语：Leader of the Opposition (Pakistan)）：1955年設立
- 巴布亞紐幾內亞反對黨領袖
- 秘魯反對黨領袖（英语：Leader of the Opposition (Peru)）：1963年設立
- 葡萄牙反對黨領袖（英语：Leader of the Opposition (Portugal)）：1976年設立
- 新加坡国会反对党领袖：2020年設立
- 索羅門群島反對黨領袖（英语：Leader of the Opposition (Solomon Islands)）
- 南非反對黨領袖（英语：Leader of the Opposition (South Africa)）：1910年設立
- 西班牙反對黨領袖（英语：Leader of the Opposition (Spain)）：1982年設立
- 斯里蘭卡反對黨領袖（英语：Leader of the Opposition (Sri Lanka)）：1947年設立
- 瑞典反對黨領袖
- 泰國反對黨領袖（英语：Leader of the Opposition (Thailand)）：1975年設立
- 土耳其主要反對黨領袖（英语：List of the main opposition leaders of Turkey）
- 英國反對黨領袖：1807年設立
- 烏干達反對黨領袖（英语：Leader of Opposition (Uganda)）
- 辛巴威反對黨領袖